# Peter Greenaway
Peter Greenaway, CBE (Regne Unit, 5 d'abril del 1942) és un director de cinema britànic. Les seves obres són conegudes per rebre influències del Renaixement i de la Pintura barroca, especialment dels primitius flamencs. Alguns aspectes comuns a la seva obra és una composició escènica i il·luminació molt estudida, així com els contrastos entre personatges vestits i nus, natura i arquitectura, mobiliari i persones, o plaer sexual i dolor mortal.

## Pel·lícules
- The Falls (1980)
- The Draughtsman's Contract (1982)
- Zoo (A Zed & Two Noughts) (1985)
- El ventre d'un arquitecte (1987)
- Drowning by Numbers (1988)
- El cuiner, el lladre, la seva dona i el seu amant (The Cook, the Thief, His Wife & Her Lover) (1989)
- Els llibres de Prospero (Prospero's Books) (1991)
- The Baby of Mâcon (1993)
- The Pillow Book (1996)
- 8½ Women (1999)
- The Tulse Luper Suitcases, Part 1: The Moab Story (2003)
- The Tulse Luper Suitcases, Part 2: Vaux to the Sea (2004)
- The Tulse Luper Suitcases, Part 3: From Sark to the Finish (2004)
- Tulse Luper 'A Life in Suitcases (condenced version of The Tulse Luper Suitcases) (2005)[1]
- Nightwatching (2007)
- Goltzius and the Pelican Company (2012)
- Eisenstein in Guanajuato (2015)

Curts
- Death of Sentiment (1962)
- Tree (1966)
- Train (1966)
- Revolution (1967)
- 5 Postcards from Capital Cities (1967)
- Intervals (1969)
- Erosion (1971)
- H Is for House (1973)
- Windows (1975)
- Water Wrackets (1975)
- Water (1975)
- Goole by Numbers (1976)
- Dear Phone (1978)
- Vertical Features Remake (1978)
- A Walk Through H: The Reincarnation of an Ornithologist (1978)
- 1–100 (1978)
- Making a Splash (1984)
- Inside Rooms: 26 Bathrooms, London & Oxfordshire (1985)
- Hubert Bals Handshake (1989)
- Rosa: La monnaie de munt (1992)[2]
- Peter Greenaway (1995) - segment of Lumière and Company
- The Bridge Celebration (1997)[2]
- The Man in the Bath (2001)
- European Showerbath (2004) - segment of Visions of Europe
- Castle Amerongen (2011)
- Just in Time (2013) - segment of 3x3D[3][4]

Documentals i mockumentaries
- Eddie Kid (1978)
- Cut Above the Rest (1978)
- Zandra Rhodes (1979)
- Women Artists (1979)
- Leeds Castle (1979)
- Lacock Village (1980)
- Country Diary (1980)
- Terence Conran (1981)
- Four American Composers (1983)
- The Coastline (also known as The Sea in their Blood) (1983)[2][5]
- Fear of Drowning (1988)
- The Reitdiep Journeys (2001)[2]
- Rembrandt's J'Accuse (2008)
- The Marriage (2009)[2]
- Atomic Bombs on the Planet Earth (2011)[2]

Televisió
- Act of God (1980)[6][7]
- Death in the Seine (French TV, 1988)
- A TV Dante (mini-series, 1989)
- M Is for Man, Music, Mozart (1991)
- A Walk Through Prospero's Library (1992)
- Darwin (French TV, 1993)
- The Death of a Composer: Rosa, a Horse Drama (1999)

## Exposicions
- 1991 The Physical Self, museum Boymans van Beuningen, Rotterdam
- 100 Objects to represent the World (1992) at the Academy of Fine Arts Vienna and the Hofburg Imperial Palace Vienna.
- Stairs 1 Geneva (1995)
- Flyga över vatten/Flying over water, Malmö Konsthall (16/9 2000 – 14/1 2001)
- Peopling the Palaces at Venaria Reale, Palace of Venaria (2007)
- Heavy Water, Chelouche Gallery, Tel-Aviv (2011)
- Sex & The Sea, Maritiem Museum, Rotterdam (2013)
- The Towers/Lucca Hubris, Lucca (2013)